# Modou Sougou
Modou Sougou, né le 18 décembre 1984 à Fissel est un footballeur international sénégalais. Il évoluait durant sa carrière de joueur au poste d'attaquant.

## Biographie

### Début au Portugal
Après avoir commencé le football au Sénégal, Modou Sougou rejoint le championnat du Portugal et l'União Leiria, en 2004, à l'âge de 19 ans.
La première année, il joue relativement peu, seulement 8 matchs, et au bout d'un an, il rejoint le Vitoria Setubal où il gagne du temps de jeu. Il joue 35 matchs dont 27 en championnat. Il y joue également ses deux premiers matchs européens en Ligue Europa. 
Un an plus tard, il revient à l'União Leiria où il reste deux ans et s'affirme comme un titulaire à part entière. Il y joue 50 matchs et marque ses premiers buts depuis son arrivée sur le continent européen. Il marque son premier but européen lors d'un match de Coupe Intertoto. 
Il rejoint ensuite l'Academica Coimbra où il s'impose comme un titulaire en puissance et marque régulièrement. Il y reste trois saisons avant de rejoindre la Roumanie. Au total, il aura disputé 152 matchs en 1re division portugaise pour 24 buts.  

### CFR Cluj
En 2011, il rejoint le club roumain de Cluj pour environ 300 000€. Dès sa première saison, il remporte notamment le championnat de Roumanie.  
Il participe aussi à la phase de poule de la Ligue des champions 2012-2013, compétition au cours de laquelle il marque 1 but et délivre 4 passes décisives. 

### Olympique de Marseille
Lors de la saison 2012-2013, il est transféré à l'Olympique de Marseille pour un montant avoisinant les trois millions d'euros. Avec son nouveau club il marque dès sa première titularisation en Coupe de France face au FC Rouen. Le 3 mars 2013, il entre en jeu en cours de match contre l'ES Troyes et contribue à la victoire deux buts à un en délivrant deux passes décisives à André-Pierre Gignac et Nicolas N'Koulou. Mais sa première demi-saison est quelque peu décevante, avec seize apparitions dont cinq titularisations, pour un but et deux passes décisives et ne réussit pas à convaincre le staff marseillais.

### Evian Thonon Gaillard FC
Le 7 août 2013, l'Olympique de Marseille officialise un accord pour le prêt sans option d'achat de l'attaquant sénégalais à l'Évian Thonon Gaillard jusqu'à la fin de la saison 2013-2014. Dix jours plus tard, il joue son premier match contre l'OM en entrant en jeu lors de la dernière demi-heure. Il marque son premier but avec le club savoyard le 21 septembre, contre Montpellier lors d'un match nul deux buts partout. Le 4 décembre, il marque contre le Paris SG lors d'une victoire surprenante du club savoyard contre le champion en titre, deux buts à zéro. Le 12 janvier 2014, il inscrit son quatrième et dernier but face au club auquel il appartient, l'Olympique de Marseille mais ne peut empêcher une défaite deux buts à un.
Le 1er septembre 2014, il est de nouveau prêté au club savoyard pour la saison 2014-2015. Il doit attendre le 7 mars 2015 pour marquer son premier but de la saison contre l'AS Monaco lors d'une défaite trois buts à un. Au terme de celle-ci, le club est relégué en Ligue 2 en terminant 18e du championnat.

### Sheffield Wednesday
Le 4 août 2015, l'Olympique de Marseille libère Modou Sougou afin qu'il s'engage pour deux saisons avec le Sheffield Wednesday, qui évolue en deuxième division anglaise. Lors de sa première saison au club, il prend part à quinze rencontres toutes compétitions confondues pour trois buts. La saison suivante, n'entrant pas dans les plans de son entraîneur, il ne joue qu'un seul match lors de la première partie de la saison, il est prêté lors du mercato hivernal au Moreirense FC en première division portugaise.

### En équipe nationale
Il connaît sa première sélection avec le Sénégal en 2007 alors qu'il joue au Uniao Leiria.
Modou Sougou participe à la Coupe d'Afrique des nations 2008 avec l'équipe du Sénégal. Il marque son premier but en sélection le 28 septembre 2008 face à l'Algérie.
Il joue plusieurs matchs lors des qualifications pour les coupe du monde 2010 et 2014.

## Statistiques
| Saison                | Club                            | Championnat           | Championnat | Championnat | Coupe nationale | Coupe nationale | Coupe de la Ligue | Coupe de la Ligue | Supercoupe | Supercoupe | Compétition(s) continentale(s) | Compétition(s) continentale(s) | Compétition(s) continentale(s) | Sénégal | Sénégal | Total | Total |
| Saison                | Club                            | Division              | M.          | B.          | M.              | B.              | M.                | B.                | M.         | B.         | Comp.                          | M.                             | B.                             | M.      | B.      | M.    | B.    |
| 2004-2005             | União Leiria                    | Liga                  | 7           | 2           | 1               | 0               | -                 | -                 | -          | -          | -                              | -                              | -                              | -       | -       | 8     | 2     |
| 2005-2006             | Vitória Setubal                 | Liga                  | 27          | 0           | 5               | 0               | -                 | -                 | 1          | 0          | C3                             | 2                              | 0                              | -       | -       | 35    | 0     |
| 2006-2007             | União Leiria                    | Liga                  | 15          | 4           | 2               | 1               | -                 | -                 | -          | -          | -                              | -                              | -                              | -       | -       | 17    | 5     |
| 2007-2008             | União Leiria                    | Liga                  | 23          | 1           | 1               | 0               | 3                 | 1                 | -          | -          | CI+C3                          | 2+4                            | 1+0                            | 6       | 0       | 39    | 3     |
| 2008-2009             | Académica de Coimbra            | Liga                  | 23          | 4           | 2               | 0               | 5                 | 1                 | -          | -          | -                              | -                              | -                              | 4       | 1       | 34    | 6     |
| 2009-2010             | Académica de Coimbra            | Liga                  | 29          | 9           | 2               | 0               | 4                 | 1                 | -          | -          | -                              | -                              | -                              | -       | -       | 35    | 10    |
| 2010-2011             | Académica de Coimbra            | Liga                  | 28          | 6           | 4               | 2               | 1                 | 0                 | -          | -          | -                              | -                              | -                              | -       | -       | 33    | 8     |
| 2011-2012             | CFR Cluj                        | Liga                  | 33          | 10          | -               | -               | -                 | -                 | -          | -          | -                              | -                              | -                              | -       | -       | 33    | 10    |
| 2012-2013             | CFR Cluj                        | Liga I                | 11          | 1           | 1               | 0               | -                 | -                 | 1          | 0          | C1                             | 9                              | 4                              | -       | -       | 22    | 5     |
| 2012-2013             | Olympique de Marseille          | Ligue 1               | 14          | 0           | 2               | 1               | -                 | -                 | -          | -          | -                              | -                              | -                              | 2       | 0       | 18    | 1     |
| 2013-2014             | Évian Thonon Gaillard FC (prêt) | Ligue 1               | 29          | 4           | 1               | 0               | 3                 | 1                 | -          | -          | -                              | -                              | -                              | 1       | 0       | 34    | 5     |
| 2014-2015             | Évian Thonon Gaillard FC (prêt) | Ligue 1               | 24          | 2           | 2               | 0               | 1                 | 0                 | -          | -          | -                              | -                              | -                              | -       | -       | 27    | 2     |
| 2015-2016             | Sheffield Wednesday FC          | Championship          | 9           | 2           | 2               | 0               | 4                 | 1                 | -          | -          | -                              | -                              | -                              | -       | -       | 15    | 3     |
| 2016-2017             | Sheffield Wednesday FC          | Championship          | -           | -           | -               | -               | 1                 | 0                 | -          | -          | -                              | -                              | -                              | -       | -       | 1     | 0     |
| 2016-2017             | Moreirense FC                   | Liga                  | 13          | 2           | -               | -               | -                 | -                 | -          | -          | -                              | -                              | -                              | -       | -       | 13    | 2     |
| 2018-2019             | Mumbai City FC                  | Indian Super League   | 18          | 12          | -               | -               | -                 | -                 | -          | -          | -                              | -                              | -                              | -       | -       | 18    | 12    |
| 2019-2020             | Mumbai City FC                  | Indian Super League   | 14          | 3           | -               | -               | -                 | -                 | -          | -          | -                              | -                              | -                              | -       | -       | 14    | 3     |
| Total sur la carrière | Total sur la carrière           | Total sur la carrière | 317         | 60          | 25              | 4               | 22                | 5                 | 2          | 0          | -                              | 17                             | 5                              | 13      | 1       | 396   | 75    |

### Liste des matches internationaux
| Matches internationaux de Modou Sougou | Matches internationaux de Modou Sougou | Matches internationaux de Modou Sougou       | Matches internationaux de Modou Sougou | Matches internationaux de Modou Sougou | Matches internationaux de Modou Sougou | Matches internationaux de Modou Sougou                                |
|                                        | Date                                   | Lieu                                         | Adversaire                             | Résultat                               | Compétition                            | Notes                                                                 |
| -------------------------------------- | -------------------------------------- | -------------------------------------------- | -------------------------------------- | -------------------------------------- | -------------------------------------- | --------------------------------------------------------------------- |
| 1.                                     | 21 août 2007                           | The Den, Londres, Angleterre                 | Ghana                                  | 1 - 1                                  | Match amical                           | Titulaire et remplacé par Babacar Gueye à la 46e minute de jeu.       |
| 2.                                     | 14 octobre 2007                        | Stade Robert Diochon, Rouen, France          | Guinée                                 | 1 - 3                                  | Match amical                           | Titulaire et remplacé par Papa Waigo N'Diaye à la 46e minute de jeu.  |
| 3.                                     | 17 novembre 2007                       | Stade Yves-du-Manoir, Colombes, France       | Mali                                   | 2 - 3                                  | Match amical                           | Titulaire.                                                            |
| 4.                                     | 12 janvier 2008                        | Stade Léopold-Sédar-Senghor, Dakar, Sénégal  | Namibie                                | 3 - 1                                  | Match amical                           | Entre en jeu à la place de Papa Waigo N'Diaye à la 86e minute de jeu. |
| 5.                                     | 27 janvier 2008                        | Tamale Stadium, Tamale, Ghana                | Angola                                 | 3 - 1                                  | CAN 2008                               | Entre en jeu à la place de Guirane N'Daw à la 83e minute de jeu.      |
| 6.                                     | 31 janvier 2008                        | Baba Yara Stadium, Kumasi, Ghana             | Afrique du Sud                         | 1 - 1                                  | CAN 2008                               | Entre en jeu à la place de Diomansy Kamara à la 82e minute de jeu.    |
| 7.                                     | 20 août 2008                           | Stade international, Tripoli, Libye          | Libye                                  | 0 - 0                                  | Match amical                           | Entre en jeu à la place de Issiar Dia à la 85e minute de jeu.         |
| 8.                                     | 5 septembre 2008                       | Stade Mustapha-Tchaker, Blida, Algérie       | Algérie                                | 3 - 2                                  | Qualification mondial 2010             | Entre en jeu à la place de Ibrahima Faye à la 76e minute de jeu.      |
| 9.                                     | 28 mars 2009                           | Al Seeb Stadium, Mascate, Oman               | Oman                                   | 2 - 0                                  | Match amical                           | Titulaire.                                                            |
| 10.                                    | 1er avril 2009                         | Stade Azadi, Téhéran, Iran                   | Iran                                   | 1- 1                                   | Match amical                           | Entre en jeu à la place de Baye Djiby Fall à la 52e minute de jeu.    |
| 11.                                    | 7 juin 2013                            | Stade du 11 novembre, Luanda, Angola         | Angola                                 | 1- 1                                   | Qualification mondiale 2014            | Entre en jeu à la place de Stéphane Badji à la 89e minute de jeu.     |
| 12.                                    | 14 juin 2013                           | Antoinette Tubman Stadium, Monrovia, Libéria | Liberia                                | 0 - 2                                  | Qualification mondiale 2014            | Entre en jeu à la place de Sadio Mané à la 90e minute de jeu.         |
| 13.                                    | 16 juin 2013                           | Stade municipal, Saint-Leu-la-Forêt, France  | Zambie                                 | 1 - 1                                  | Match amical                           | Titulaire et remplacé par Mame Biram Diouf à la 46e minute de jeu.    |

### Buts internationaux
| Buts internationaux de Modou Sougou | Buts internationaux de Modou Sougou | Buts internationaux de Modou Sougou    | Buts internationaux de Modou Sougou | Buts internationaux de Modou Sougou | Buts internationaux de Modou Sougou | Buts internationaux de Modou Sougou | Buts internationaux de Modou Sougou |
|                                     | Date                                | Lieu                                   | Adversaire                          | Score                               | Résultat                            | Compétition                         |                                     |
| ----------------------------------- | ----------------------------------- | -------------------------------------- | ----------------------------------- | ----------------------------------- | ----------------------------------- | ----------------------------------- | ----------------------------------- |
| 1.                                  | 5 septembre 2008                    | Stade Mustapha-Tchaker, Blida, Algérie | Algérie                             | 3-2                                 | 3 - 2                               | Qualification mondial 2010          |                                     |

## Palmarès
Avec le Vitória Setubal, il est finaliste de la Supercoupe du Portugal 2005, battu par le Benfica Lisbonne 1-0 avant d'être également finaliste de la Coupe du Portugal 2006 battu 1-0 par le FC Porto.
Avec le CFR Cluj, il est Champion de Roumanie 2012 et s'incline en finale de la Supercoupe de Roumanie 2012 face au FC Dinamo Bucarest lors de la séance de tirs au but.
Il est vice-champion de France lors de la saison 2012-2013 avec l'Olympique de Marseille.

## Style de jeu
Lors de son transfert à Marseille, il est décrit par les dirigeants marseillais de la façon suivante : « On a vu contre Montpellier qu’il nous manquait un accélérateur, un joueur capable d’apporter de la vitesse, de dynamiter une défense. Sougou, c’est l’ensemble de ces qualités. Cela fait plusieurs années qu’on le suit. Si on devait le définir, disons qu’il se situerait quelque part entre Gervinho et Mamadou Niang. »